# Modesto Blanch
Modesto Blanch Ferrer (n. Barcelona; 1 de noviembre de 1909 - f. Madrid, 7 de abril de 1990) fue un actor español.

## Biografía
Hermano de los también actores José y Montserrat Blanch y tío de Jaime Blanch. Sus primeros pasos en el mundo de la interpretación los da en el teatro. Tras la Guerra civil española interviene, entre otras en Cuento de cuentos (1947), con Mari Carmen Díaz de Mendoza, la opereta La princesa de fuego (1948), con Maruja Tomás La mujer de Pilato (1956), con Mariano Asquerino, Proceso al escándalo (1964), con Carlos Mendy y Mala semilla (1966), con Irene Gutiérrez Caba.
Debutó en el cine a la tardía edad de 40 años, con un pequeño papel en la película El Santuario no se rinde (1949). A lo largo de más de treinta años llegó a rodar una veintena de títulos, siempre en papeles de reparto. Pueden mencionarse Esa voz es una mina (1956), La violetera (1958), Una señorita de Valladolid (1958), Más bonita que ninguna (1965) y El bosque del lobo (1970).
Pionero de la televisión en España, fue un rostro habitual en TVE durante más de 30 años desde los inicios del medio en el país en la década de 1950.

## Trayectoria en TV
| - Un mito llamado - Dulcinea (11 de enero de 1979) - Numancia (22 de marzo de 1979) - Paisaje con figuras - Francisco de Pizarro (4 de febrero de 1976) - Cuentos y leyendas - Caballo de pica (10 de diciembre de 1974) - El teatro - Hay una luz sobre la cama (28 de octubre de 1974) - Compañera te doy - Nunca mataron a César (9 de abril de 1973) - Teatro de siempre - Timón de Atenas (22 de enero de 1971) - Páginas sueltas - Un futuro imposible (17 de noviembre de 1970) - Hora once - Cómo se casó Álvar Fáñez (5 de septiembre de 1970) - El sueño de Makar (15 de abril de 1971) - El primer loco (10 de junio de 1971) - La esposa del pionero (2 de septiembre de 1972) - La escuela de los maridos (26 de febrero de 1973) - La risa española - Solo fui a comprar tabaco (9 de mayo de 1969) - El premio - El cazador de mosquitos (23 de diciembre de 1968) - Pequeño estudio - En una noche así (1 de noviembre de 1968) - Noche cerrada (8 de noviembre de 1968) - Los zapatos (25 de junio de 1969) - El misterio de la estafeta (17 de julio de 1970) - La abuela Raimunda (24 de julio de 1970) - La otra música - Un caso de suerte (5 de noviembre de 1967) - Las doce caras de Juan - Estreno (7 de octubre de 1967) - Historias de hoy - El encuentro (14 de marzo de 1967) - Habitación 508 - Presentación (4 de octubre de 1966) - Hermenegildo Pérez, para servirle - La timidez vencida (5 de agosto de 1966) - Los encuentros - Trece cartas (2 de julio de 1966) - Estudio 1 - Arsénico para dos (10 de noviembre de 1965) - Oriente 66 (5 de enero de 1966) - La loca de Chaillot (23 de junio de 1972) - La plaza de Berkeley (24 de octubre de 1972) - Los delfines (8 de marzo de 1974) - Alta fidelidad (1 de septiembre de 1975) - El caso de la mujer asesinadita (17 de enero de 1979) | - Teatro para todos - La muerte le sienta bien a Villalobos (8 de agosto de 1965) - Historias para no dormir - NN23 (1 de enero de 1965) - Confidencias - La exposición (24 de julio de 1964) - Fernández, punto y coma - 15 de marzo de 1964 - Tengo un libro en las manos - Pena de muerte (3 de marzo de 1964) - Francisco de Quevedo (23 de junio de 1964) - Hueste y campaña (1 de septiembre de 1964) - Justicia que manda el rey (7 de julio de 1966) - La mujer y el puente (14 de julio de 1966) - El abencerraje y la bella Jarifa (1 de septiembre de 1966) - Don Juan (8 de septiembre de 1966) - Santes Creus (15 de septiembre de 1966) - El akelarre (29 de septiembre de 1966) - Novela - El doctor y el polizón (8 de julio de 1963) - La novia vacía (23 de noviembre de 1965) - Los hermanos Karamazov (29 de noviembre de 1965) - Altar mayor (14 de diciembre de 1965) - Las personas extrañas (3 de abril de 1967) - La dama vestida de blanco (25 de septiembre de 1967) - Los ojos perdidos (10 de junio de 1968) - Marieta y su familia (28 de abril de 1969) - El hombre de la oreja rota (19 de mayo de 1969) - Siempre (1 de marzo de 1971) - Juanita la larga (22 de marzo de 1971) - El casamiento (9 de agosto de 1971) - La caída (24 de junio de 1974) - Caza menor (12 de enero de 1976) - Pequeñeces (8 de marzo de 1976) - Los Dombey (30 de agosto de 1976) - El crimen de Lord Arthur Saville (8 de mayo de 1978) - Primera fila - Malvaloca (21 de junio de 1963) - ¡Sublime decisión! (9 de octubre de 1963) - El triunfo de la medicina (18 de agosto de 1965) - El caso de la mujer asesinadita (21 de septiembre de 1965) - Gran teatro - El Bosque encantado (13 de octubre de 1961) - Vive Como Quieras (28 de diciembre de 1961) - Diego Valor (1958) |